# Cochabamba

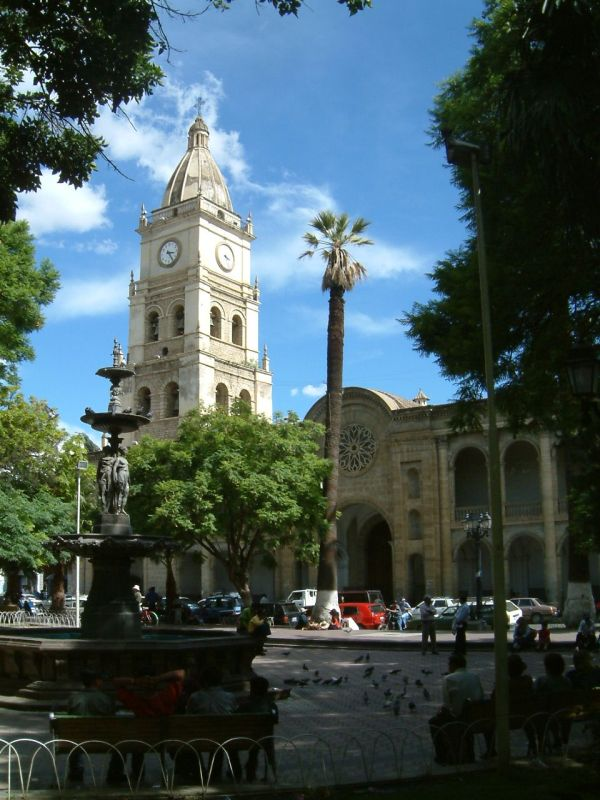
Kathedrale am Platz des 14. September

Flagge der Rebellen von 1810: blau, wie das „Himmelsblau“

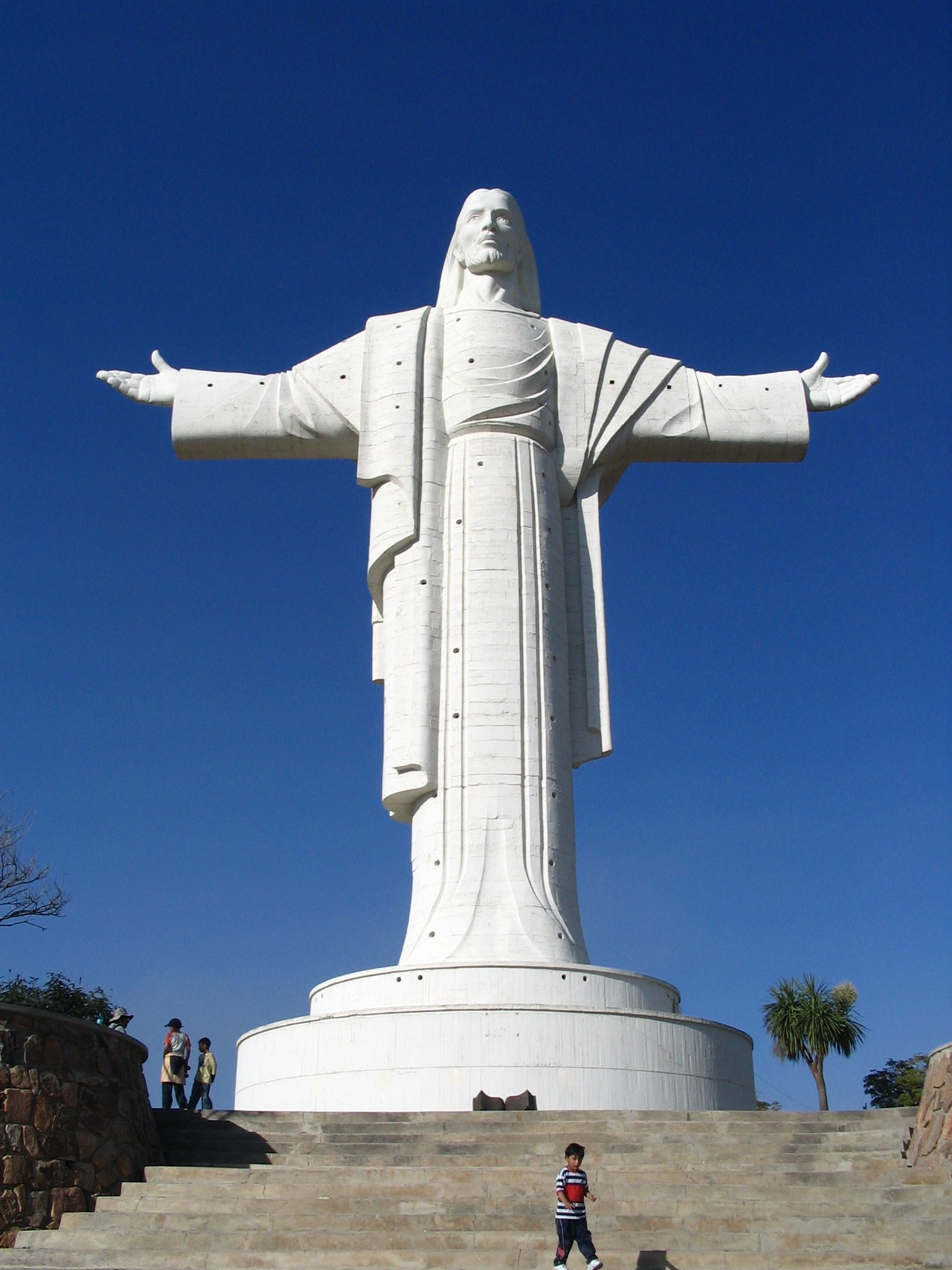
Christusstatue Cristo de la Concordia

Cochabamba (Quechua: Quchapampa oder Qhuchapampa) ist mit 630.587 Einwohnern (Volkszählung 2012) die viertgrößte Stadt Boliviens. Cochabamba ist Hauptstadt des umgebenden Departamento Cochabamba und Sitz einer Universität. Der Name stammt aus der Quechua-Sprache und bedeutet „See-Ebene“ (qucha, auch qhucha = „See“/„stehendes Gewässer“ und pampa = „Ebene“).

## Lage
Cochabamba liegt in der Provinz Cercado, etwa 220 Straßenkilometer südöstlich von La Paz in der Cordillera Oriental (östliche Anden) in dem fruchtbaren und dicht besiedelten Cochabamba-Tal (Valle Central de Cochabamba) auf ca. 2.560 m ü. d. M. Das Cochabamba-Tal hat einen flachen Talgrund mit einer Ausdehnung von etwa 25 mal 10 Kilometer auf rund 2.500 bis 2.700 m ü. d. M., die umgebenden Berge haben Höhen bis über 5.000 m ü. d. M. Im Cochabamba-Tal herrscht ein geschütztes, sonniges und moderates Klima mit einer mittleren Temperatur von 18 °C.

## Geschichte
Die Gegend um Cochabamba war bereits lange vor Ankunft der Europäer besiedelt; in der Umgebung der Stadt befinden sich zahlreiche Ruinen aus der Vorinka- und der Inka-Zeit.

### Die Kolonialzeit
1542 wurde die Region Teil der spanischen Kolonie Vizekönigreich Peru und die ersten europäischen Siedler ließen sich nieder.
Die Stadt Cochabamba wurde zunächst am 15. August 1571 von Gerónimo de Osorio unter dem Namen Villa de Oropeza gegründet. Die Benennung erfolgte zu Ehren des damaligen Vizekönigs Francisco de Toledo, der aus der Familie der Condes de Oropeza („Grafen von Oropeza“) stammte. Auf Anweisung des Vizekönigs wurde der formelle Gründungsakt am 1. Januar 1574 von Sebastián Barba de Padilla wiederholt. 1574 gilt heute als offizielles Gründungsjahr.
Die Stadt im fruchtbaren Cochabamba-Tal mit seinem günstigen Klima diente als landwirtschaftliches Zentrum zur Versorgung der Minen von Potosí und entwickelte sich zur Kornkammer der Region.
Ab 1776 gehörte die Stadt als Teil der Provinz Santa Cruz de la Sierra zum neu gebildeten spanischen Vizekönigreich Río de la Plata.
1783 verlegte Spanien den Sitz der Provinzverwaltung (intendencia) von Santa Cruz de la Sierra in die damals noch Villa de Oropeza del Valle de Cochabamba genannte Stadt; 1786 wurde die Stadt in Cochabamba umbenannt.
Am 14. September 1810 rebellierten die Einwohner unter Führung von Francisco de Rivero, Esteban Arze und Melchor Guzmán Quitó, als bekannt wurde, dass der Freiheitsheld Pedro Domingo Murillo in La Paz hingerichtet worden war. Ihre himmelblaue Flagge ist heute die Flagge des Departamento Cochabamba. Der 14. September ist ein lokaler, gesetzlicher Feiertag.
Im Mai 1812 kam es zu einem Aufstand gegen die spanische Kolonialherrschaft. Die wehrfähigen Männer der Stadt trafen am 24. Mai auf die spanischen Truppen und wurden geschlagen. Die spanischen Truppen rückten daraufhin gegen die Stadt vor. Die verbliebenen Frauen, Kinder und Greise zogen sich auf den Coronilla und den Colina San Sebastián zurück und versuchten, die Stadt nur mit Stöcken, Steinen und primitiven Waffen zu verteidigen. Die Spanier schlugen den Widerstand am 27. Mai 1812 blutig nieder, über 200 der Verteidiger starben. Auf dem Coronilla erinnert das Denkmal Heroínas de la Coronilla („Heldinnen vom Coronilla“) an den Mut der Frauen; im Gedenken an das Ereignis wird in Bolivien der Muttertag unabhängig vom Wochentag am 27. Mai gefeiert.
Nach der Unabhängigkeit von Spanien und der Gründung von Bolivien 1825 wurde Cochabamba Hauptstadt des neu gebildeten, gleichnamigen Departamento.

### Wasserkrieg – Guerra del Agua
2000 wurde Cochabamba Schauplatz des Guerra del Agua („Wasserkrieg“). Nach der durch den Internationalen Währungsfonds erzwungenen Privatisierung der Wasserversorgung verdreifachte die neue Gesellschaft Aguas de Tunari (ein Konsortium unter Beteiligung von Bechtel aus den USA, Edison aus Italien und Abengoa aus Spanien sowie weiteren Investoren) innerhalb kürzester Zeit die Wasserpreise. Dies führte Anfang 2000 zu heftigen Protesten und einem Generalstreik. Nach Zusammenstößen der Demonstranten mit der Polizei eskalierte die Gewalt und im April 2000 wurde das Kriegsrecht über die Stadt verhängt. Mitte April 2000 nahm die Regierung die Privatisierung schließlich zurück. Insgesamt starben sieben Menschen und hunderte wurden verletzt.

## Bevölkerung
Die Einwohnerzahl von Cochabamba ist in den vergangenen Jahrzehnten auf ein Mehrfaches angestiegen:
| Jahr | Einwohner | Quelle       |
| ---- | --------- | ------------ |
| 1976 | 184 156   | Volkszählung |
| 1992 | 397 171   | Volkszählung |
| 2001 | 516 683   | Volkszählung |
| 2012 | 630 587   | Volkszählung |
| 2024 |           | Volkszählung |

Die Region weist einen deutlichen Anteil an Quechua-Bevölkerung auf, trotz der großstädtischen Überformung sprechen im Municipio Cochabamba immer noch 42,7 Prozent der Bevölkerung die Quechua-Sprache.

## Stadtbild
Außerhalb des ebenen Zentrums ist das Stadtgebiet teilweise sehr hügelig. Nördlich und westlich des Zentrums fließt der Río Rocha, südöstlich des Zentrums liegt der See Laguna Alalay. Wegen ihrer vielen Parks und Gärten trägt die Stadt den Beinamen Ciudad Jardín („Gartenstadt“).
Das Wahrzeichen von Cochabamba ist die 1994 errichtete Christusfigur Cristo de la Concordia auf dem ca. 260 m hoch aufragenden Cerro de San Pedro („Petersberg“) im Osten der Stadt. Die Figur ist 34,20 m (mit Sockel über 40 m) hoch und damit mehr als 2 Meter höher als ihr berühmteres Vorbild auf dem Corcovado in Rio de Janeiro. Eine Luftseilbahn führt auf den Berg mit seinem beeindruckenden Panoramablick, die Christusstatue, in der sich ein Treppenhaus und Aussichtsfenster befinden, kann an manchen Tagen bestiegen werden. Die Statue wurde anlässlich des Besuchs von Papst Johannes Paul II. (Mai 1988) erbaut.
Im Zentrum der Stadt liegt die Plaza 14 de Septiembre („Platz des 14. September“) mit der Kathedrale. Hier und um die nördlich gelegene Plaza Colón („Kolumbusplatz“) ist noch koloniale Architektur anzutreffen, ansonsten prägen überwiegend moderne Gebäude das Stadtbild. Nördlich der Plaza Colón bis zum Río Rocha erstreckt sich ein breiter, El Prado genannter Boulevard (eigentlich Avenida Ballivián), an dem sich viele Banken, Hotels und Restaurants befinden.
Die Gegend südlich des Stadtzentrums ist geprägt vom Markt La Cancha, der sich über zahlreiche Straßenzüge und Plätze erstreckt. Er ist sieben Tage die Woche geöffnet und der größte Straßenmarkt in Südamerika. La Cancha entstand aus mehreren getrennten Märkten, die sich nach den Wirtschaftsreformen Mitte der 1980er Jahre ausdehnten und zusammenwuchsen.
Im Osten der Stadt liegt der ausgedehnte Campus der Universidad Mayor de San Simón, einer der bedeutendsten Universitäten Boliviens.
Südwestlich der Innenstadt liegt ein kleiner Höhenzug mit den Hügeln Colina San Sebastián und La Coronilla, auf denen sich ein Park befindet. Auf dem Coronilla erinnert ein Denkmal an die Frauen und Kinder, die die Stadt im Unabhängigkeitskampf 1812 gegen spanische Truppen verteidigten.

## Verkehr
Der internationale Flughafen Aeropuerto Jorge Wilstermann (IATA-Code: CBB) liegt im Südwesten des Stadtgebiets und ist der Heimatflughafen der staatlichen Fluggesellschaft Boliviana de Aviación. Er ist nach Jorge Wilstermann Camacho, dem ersten bolivianischen Piloten der ehemaligen Airline Lloyd Aéreo Boliviano, benannt.
Der Bahnhof von Cochabamba liegt im Süden der Innenstadt. Die Bahnstrecke nach Oruro ist aber seit längerem nicht mehr in Betrieb und wird nicht mehr instand gehalten. Seither wurden bei Unwettern mehrere teilweise kilometerlange Teilstücke der Trasse komplett weggespült. Ein allfälliger Wiederaufbau käme einem Neubau der Strecke gleich. Dies wird seit der Schließung der Strecke immer wieder auf politischer Ebene erwogen. Vor allem aus Mangel an den finanziellen Mitteln wurden aber nie konkrete Projekte daraus. Eine weitere Bahnlinie führt als Stichstrecke ins 140 km südöstlich von Cochabamba gelegene Aiquile. Schienenbusse (Ferrobusse) bedienen dreimal pro Woche diese Strecke.
Cochabamba ist über die beinahe durchgehend asphaltierte Nationalstraße Ruta 4 nach Oruro, La Paz und Santa Cruz mit dem Rest des Landes verbunden. Die Ruta 7/Ruta 23 Richtung Sucre und weiter nach Potosí ist nur teilweise asphaltiert.
Ein Busbahnhof am südwestlichen Rand der Innenstadt bietet Verbindung in alle größeren Städte wie Oruro, La Paz, Sucre und Santa Cruz, die Busse in kleinere Orte sind jedoch außerhalb des Busbahnhofes stationiert.
Für den öffentlichen Nahverkehr besteht ein dichtes Netz von Minibuslinien (Micros) und Sammeltaxen (Trufis). Viele Linien führen an der Cancha, dem Straßenmarkt vorbei oder durch diese hindurch. Zu Fuß ist man in der Nähe der Cancha oft schneller, da ein Durchkommen für die Kleinbusse kaum möglich ist.
Im Jahr 2022 ging ein neues, 42 km langes, aus drei Linien bestehendes Straßenbahnnetz in Betrieb, für das Stadler 12 Metelitsa-Straßenbahnen lieferte. Die Fahrzeuge wurden in Minsk gebaut und in Klaipėda in Litauen verschifft. Die neuen Straßenbahnlinien nutzen teilweise aufgelassene Eisenbahntrassen.

## Kultur
Höhepunkt des religiösen und kulturellen Lebens ist die Mitte August stattfindende Fiesta de la Virgen de Urkupiña, eine viertägige Feier zu Ehren der Jungfrau von Urkupiña, der Schutzpatronin der Stadt. Dabei finden Straßenumzüge, Gottesdienste und verschiedenste Arten von Segnungen und Gebräuchen statt. Traditionell pilgern die Bewohner der Stadt am frühen Morgen des 15. August in das etwa 14 km westlich gelegene Quillacollo, in dessen Kirche sich der Schrein der Virgen de Urkupiña befindet. Für die Prozession wird die Landstraße zwischen den beiden Städten bis ca. 12 Uhr mittags gesperrt.
Im Februar oder März findet der Carnaval statt.
Im Oktober 2004 fand in Cochabamba die erste Biennale für zeitgenössische Kunst in Bolivien statt. Kuratorin war die Österreicherin Angelika Heckl. Die deutschen Beiträge wurden von Vera Bourgeois sowie Swaantje Güntzel und Jan Philip Scheibe gestellt.

## Söhne und Töchter der Stadt
- Pedro Blanco Soto (1795–1829), Politiker
- José María Achá (1810–1868), General und 1861–64 Präsident von Bolivien
- Nataniel Aguirre (1843–1888), Dichter und Politiker
- Daniel Salamanca Urey (1869–1935), 42. Präsident Boliviens
- Germán Jordán (1890–1932), Oberstleutnant, Namensgeber der Provinz Germán Jordán
- Martín Cárdenas (1899–1973), Botaniker
- Alberto Achá (1920–1965), Fußballspieler
- Eduardo Gutiérrez (1925–??), Fußballspieler
- Mario Terán (1942–2022), Feldwebel der bolivianischen Armee; erschoss Che Guevara
- Julieta Zurita Cavero (* 1953), Philologin für Quechua, Erziehungswissenschaftlerin, Schriftstellerin, Dichterin und Übersetzerin
- Alberto Gasser Vargas (* 1953), Politiker
- Eduardo Rodríguez (* 1956), Jurist und Politiker
- Jorge Quiroga Ramírez (* 1960), Politiker
- Álvaro García Linera (* 1962), Politiker und Soziologe
- William Ramallo (* 1963), Fußballspieler und -trainer
- Edmundo Paz Soldán (* 1967), Schriftsteller
- Marco Sandy (* 1971), Fußballspieler
- Sacha Llorenti (* 1972), Politiker und ehemaliger Innenminister
- Ibelisse Guardia Ferragutti (* 1979), Multimediakünstlerin
- Raúl Orosco (* 1979), Fußballschiedsrichter
- Rodrigo Hasbún (* 1981), Schriftsteller
- Lenin Zubieta (* 1984), Radrennfahrer
- Mauricio Baldivieso (* 1996), Fußballspieler
- Michelle Andrade (* 1996), Sängerin
- Ramiro Ulunque (* 2001), Mittelstreckenläufer

## Verschiedenes
- Die Einwohner von Cochabamba werden cochabambinos genannt.
- Die Rückseite der 10-Bolivianos-Banknote zeigt den Blick vom Colina San Sebastián über das Zentrum von Cochabamba.
- Partnerstadt von Cochabamba ist Miami im US-Bundesstaat Florida.
- Der Fußballverein von Cochabamba ist – wie der Flughafen – nach dem ersten Berufspiloten Boliviens, Jorge Wilstermann, benannt.
- Cochabamba, und speziell der Guerra del Agua, wird in dem privatisierungskritischen Dokumentarfilm Der große Ausverkauf porträtiert.
- Das Filmdrama Und dann der Regen spielt in Cochabamba und bezieht sich auf den Wasserkrieg.
- Das aus Cochabamba stammende Trio Quimbando hat sich dem Quimba benannt, dem Mittelteil des bolivianischen Volkstanzes Cueca.

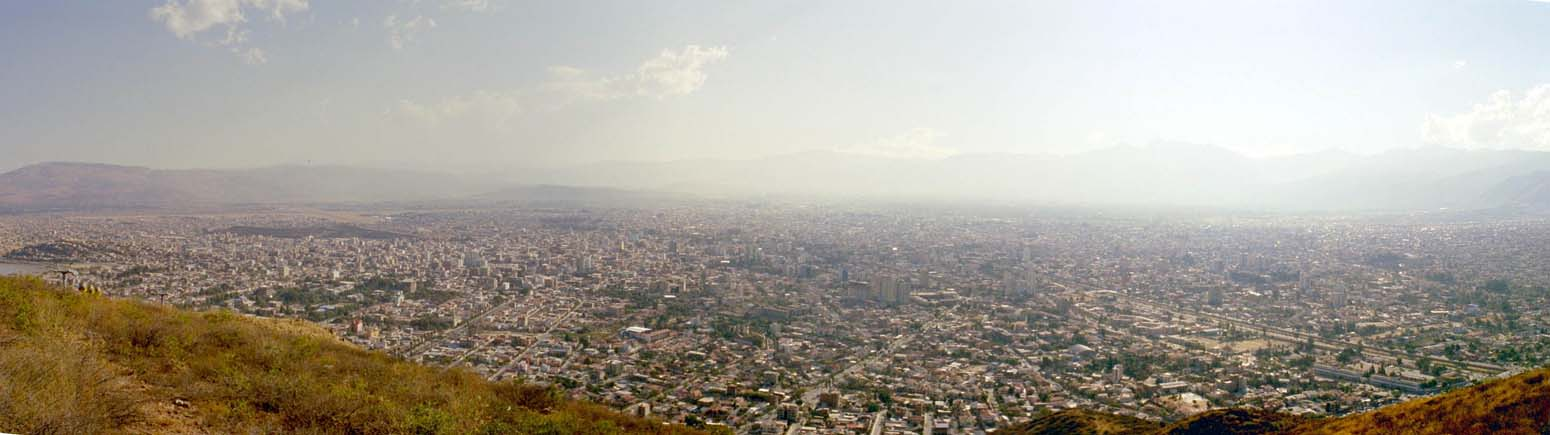
Panoramablick über die Stadt

## Klimatabelle
|                       | Jan  | Feb  | Mär  | Apr  | Mai  | Jun  | Jul  | Aug  | Sep  | Okt  | Nov  | Dez  |   |      |
| Mittl. Tagesmax. (°C) | 24,6 | 24,2 | 24,7 | 25,2 | 24,9 | 24,2 | 23,8 | 25,3 | 25,7 | 27,1 | 26,7 | 25,3 | ⌀ | 25,1 |
| Mittl. Tagesmin. (°C) | 11,9 | 11,5 | 10,7 | 8,4  | 4,7  | 1,7  | 2,1  | 4,3  | 8,1  | 9,7  | 11,2 | 11,6 | ⌀ | 8    |
|                       |      |      |      |      |      |      |      |      |      |      |      |      |   |      |
| Niederschlag (mm)     | 117  | 89   | 59   | 20   | 5    | 1    | 2    | 5    | 8    | 17   | 43   | 92   | Σ | 458  |
|                       |      |      |      |      |      |      |      |      |      |      |      |      |   |      |
| Luftfeuchtigkeit (%)  | 60   | 61   | 59   | 52   | 47   | 46   | 44   | 43   | 44   | 44   | 42   | 54   | ⌀ | 49,6 |

| 11,9 |

| 11,5 |

| 10,7 |

| 8,4 |

| 4,7 |

| 1,7 |

| 2,1 |

| 4,3 |

| 8,1 |

| 9,7 |

| 11,2 |

| 11,6 |

| 11,9 |

| 11,5 |

| 10,7 |

| 8,4 |

| 4,7 |

| 1,7 |

| 2,1 |

| 4,3 |

| 8,1 |

| 9,7 |

| 11,2 |

| 11,6 |